# Крадецът на праскови (повест)
 Тази статия е за повестта Крадецът на праскови.  За филма вижте Крадецът на праскови.  
„Крадецът на праскови“ е повест от българския писател Емилиян Станев.
Творбата за пръв път е отпечатана (заедно с „В тиха вечер“) през 1948 г. Според анкетите на Иван Сарандев и Ганка Найденова идеята за творбата се заражда през 1936 или 1938 г., а повестта е написана през 1948 г.
Тя е история, в която се противопоставят времето на война, печал и нечовечност със стремежа към свобода, чиста любов и щастие, разкрити в лицето на Елисавета.